# Jaful (film)
Jaful (2002, în engleză Christmas Rush, cunoscut și ca Breakaway) este un film de acțiune, dramatic, de Crăciun scris și regizat de Charles Robert Carner. În rolurile principale au interpretat actorii Dean Cain, Erika Eleniak, Roman Podhora și Richard Yearwood. Scenariul este inspirat de filmul Greu de ucis din 1988 și Asediu la Mall din 1998.
A fost produs direct pentru televiziune de studiourile Sony Pictures Television, TBS Superstation și Thomas Carter Company.

A fost filmat în Chicago și Winnipeg.

## Rezumat
În ajunul Crăciunului, locotenentul Cornelius Morgan ajunge întâmplător „omul potrivit la locul (ne)potrivit”: mafiotul Jimmy Scalzetti și banda lui dau o spargere la un magazin de bijuterii, la Chicago Place din Mall. Morgan și Scalzetti sunt cunoștințe vechi, detectivul fiind cel care l-a prins pe infractor și l-a aruncat în închisoare cu mai mulți ani în urmă. Coincidențele nedorite se țin lanț, soția lui Morgan lucrează în acel magazin de bijuterii și astfel este luată ostatică.

## Distribuție
- Dean Cain : Cornelius Morgan
- Erika Eleniak : Cat Morgan
- Eric Roberts : Jimmy Scalzetti
- Roman Podhora : Rich
- Rothaford Gray : Rashid Buckley
- Chris Benson : Al Quigley
- Larry Mannell : Eric Norman
- Jack Wallace : Père Noël
- Angelo Tsarouchas : Joyner
- Bernard Browne : Wayne Uglesich
- Santino Buda : Simulus
- Aleks Paunovic : Petrovich
- Ed Sutton : Shanahan
- Tommy Chang : Phan Wu
- Vince Crestejo : M. Wong